# Jōetsu
Jōetsu (japanisch 上越市, -shi) ist eine Stadt in der Präfektur Niigata in Japan.
Dieser Artikel beschreibt die 1971 gegründete Stadt Jōetsu. Für die Großregion Jōetsu, siehe Provinz Kōzuke (=Jō-shū)/Präfektur Gunma und Provinz Echigo (Teil von Esshū=„Etsu-Provinz“), für Jōetsu („Ober-Etsu“) als Teilregion von Echigo/Niigata, siehe Präfektur Niigata.

## Geschichte
Die kaiserliche japanische Armee unterhielt im Zweiten Weltkrieg ein Strafgefangenenlager, in welchem amerikanische Kriegsgefangene auf Kohleschiffen arbeiten mussten, so auch der Bomberschütze Louis Zamperini.

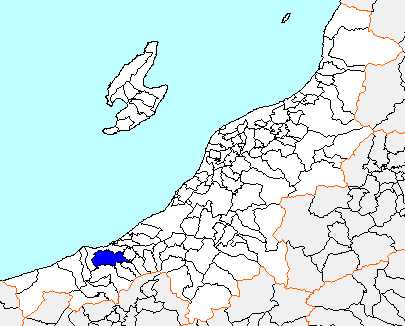
Stadt Takada vor 1971

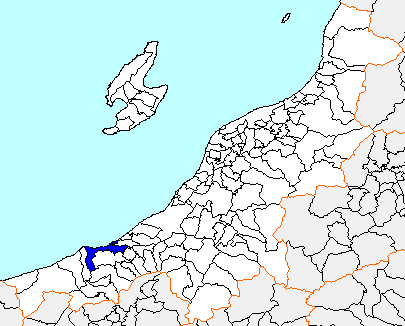
Stadt Naoetsu vor 1971

Die als neue zentrale Stadt von Jōetsu vorgesehene, nach der Region benannte Stadt Jōetsu entstand 1971 durch Zusammenschluss der Städte Naoetsu (直江津市 Naoetsu-shi) und Takada (高田市 Takada-shi). Naoetsu war in der Antike Regierungssitz der Provinz Echigo. Die Stadt Takada entstand in der frühen Neuzeit um die 1614 vom Daimyō Matsudaira Tadateru errichtete Burg Takada als Fürstensitz/Hauptstadt von Takada. Bis zum 20. Jahrhundert gehörten beide Städte zum Kreis Kubiki von Echigo, bzw. seit der Neuorganisation der Kreise in der Meiji-Zeit dem Kreis Mittel-Kubiki (Naka-Kubiki-gun) von Niigata. Aus diesem Kreis wurde Takada-shi 1911, Naoetsu-shi 1954 herausgelöst.
2005 wurden weitere größere Teile der Landkreise Ost-/Higashi-, Mittel-/Naka- und West-/Nishi-Kubiki in die Stadt Jōetsu eingemeindet, namentlich die Städte (machi) Yasuzuka, Kakizaki, Ōgata, Yoshikawa, Itakura und Nadachi sowie die Dörfer (mura) Uragawara, Ōshima, Maki, Kubiki, Nakagō, Kiyosato und Sanwa.

## Sehenswürdigkeiten
- Burg Takada

## Verkehr
- Zug:
  - JR Shin’etsu-Hauptlinie
  - JR Hokuriku-Hauptlinie
- Straße:
  - Hokuriku-Autobahn
  - Jōshinetsu-Autobahn
  - Nationalstraße 8: nach Niigata oder Kyōto
  - Nationalstraße 18: nach Takasaki

## Städtepartnerschaften
- Pohang (Südkorea)
- Hunchun (Volksrepublik China)
- Lilienfeld (Österreich)

## Söhne und Töchter der Stadt
- Uesugi Kenshin (1530–1578), Daimyō der Sengoku-Zeit
- Yoshizawa Kenkichi (1874–1965), Diplomat
- Sakaguchi Kin’ichirō (1897–1994), Mikrobiologe
- Nagata Minoru (1906–?), Skilangläufer
- Hoshina Takeo (1906–1983), Skilangläufer
- Ageishi Iwao (1908–1991), Skilangläufer
- Watanabe Yōji (1923–1983), Architekt
- Nana Haruta (* 1985), Mangaka
- Kazunari Ōno (* 1989), Fußballspieler
- Nanasei Iino (* 1996), Fußballspieler

## Angrenzende Städte und Gemeinden

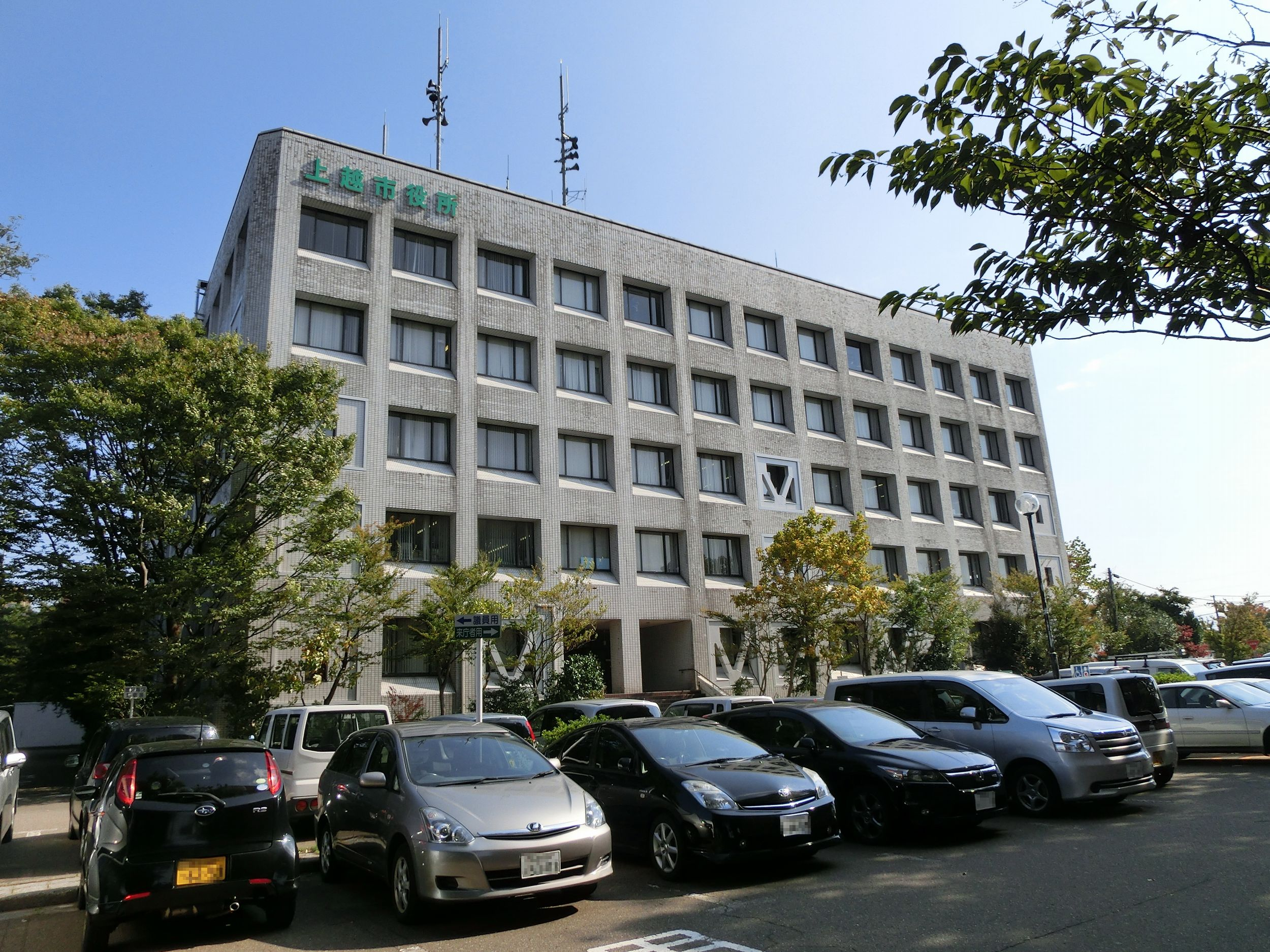
Rathaus

- Tōkamachi
- Itoigawa
- Kashiwazaki
- Myōkō
- Iiyama